# Szünbiológia
Szünbiológia: a szupraindividuális organizáció (SIO) azaz egyed feletti szerveződési szintek jelenségeivel foglalkozó biológiai tudományág. Az angol nyelvű nemzetközi szakirodalom ezt a fogalmat régebben a natural-history, újabban az ecology szóval fejezi ki. A Magyar Tudományos Akadémia Ökológiai Bizottságának testületi állásfoglalása szerint, (amely nagyrészt Juhász-Nagy Pál ökológia-elméleti munkásságára alapozódik) meg kell különböztetnünk a leíró (jelenségszintű) és az oknyomozó kutatásokat és magyar nyelven csak az utóbbit tekinthetjük ökológiának. Ezt a testületi állásfoglalást a magyar ökológus társadalom jelentős része, így a Magyar Ökológusok Tudományos Egyesülete is elfogadta.
Két fő résztudománya:
- Szünfenobiológia: Az élőlénypopulációk és populációkollektívumok tér-időbeli előfordulási mintázatának leírásával foglalkozó tudomány. (Ennek része a társulástan/cönológia és a biogeográfia is.)
- Ökológia: Az ökológia a szünfenobiológia által már leírt jelenségek környezeti hatótényezők és a vizsgált rendszer toleranciatényezőinek összekapcsoltságán (komplementációján) és ebből fakadóan a környezeti limitáción alapuló okait és következményeit vizsgáló tudomány.